# De fyrtio dagarna på Musa Dagh

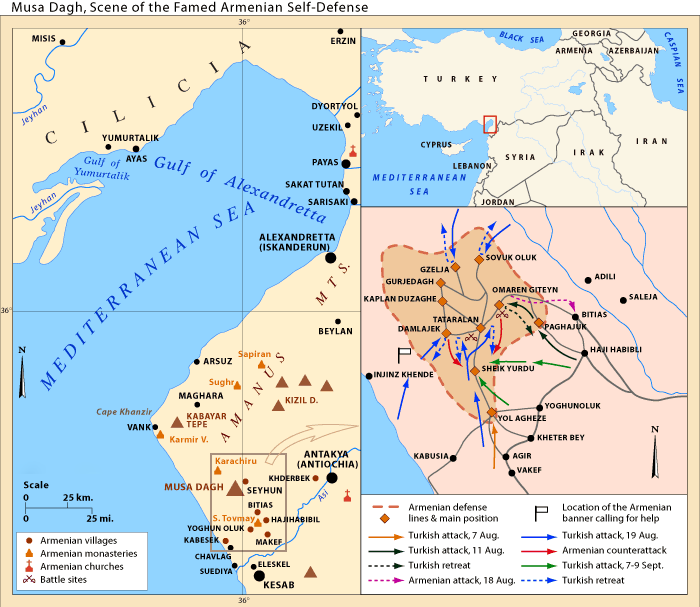
Karta över slaget om Musa Dagh

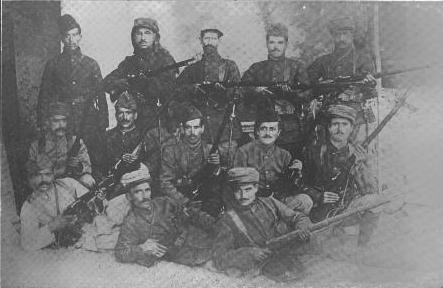
Armeniska motståndsmän på Musa Dagh

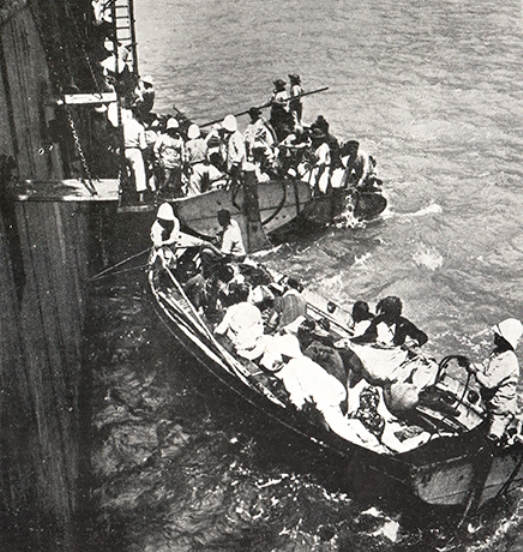
Evakuering av armenier från Musa Dagh

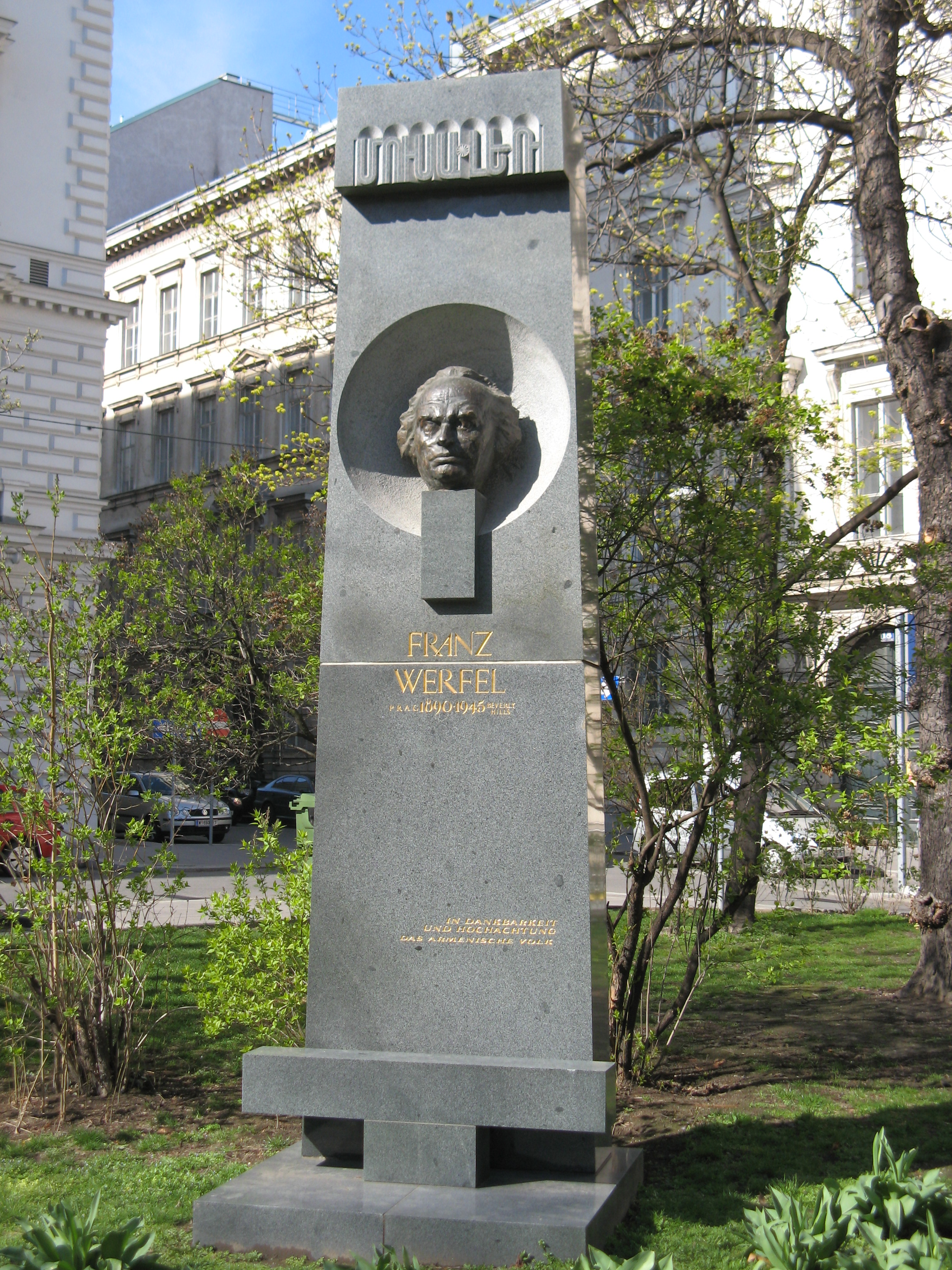
Minnesmärke över Franz Werfel av Ohan Petrosian i Schiller Park i Wien, men inskriptionen "I tacksamhet och respekt. Det armeniska folket"

De fyrtio dagarna på Musa Dagh är en historisk roman av Franz Werfel.
Franz Werfel skrev 1933, då bosatt i Wien, Die vierzig Tage des Musa Dagh. Den publicerades i två band i november 1933 på tyska och utkom i svensk översättning av Bertil Malmberg (De fyrtio dagarna på Musa Dagh) 1935. Den är en litterär gestaltning av Slaget om Musa Dagh och dess armeniska ledare för motståndskämparna, Moses Ter-Kalousdian.

## Slaget om Musa Dagh
Huvudartikel: Slaget om Musa Dagh 
Slaget om Musa Dagh, vid medelhavskusten i Hatay-povinsen i nuvarande Turkiet, var en episod under första världskriget och det armeniska folkmordet 1915, då den armeniska bybefolkningen i Vakifli och ett antal andra byar på sluttningarna av Musa Dagh (Mosesberget) barrikaderade sig på bergets topp och höll stånd mot angripande osmanska trupper under en tid, tills ammunition och proviant tröt. De evakuerades sedan av franska marinen till Port Said i det av de allierade erövrade Egypten.

## Romanen
Romanen följer delvis den verkliga händelsen. Med titeln har Franz Werfel komprimerat perioden från 53 till 40 dagar för att associera till flera berättelser i Bibeln. Han har också infört ett antal romanfigurer. Huvudfiguren Gabriel Bagradian är modellerad på motståndets ledare, den tidigare osmanske officeren Moses Ter-Kalousdian.
Franz Werfel utnyttjade för sin berättelse den dagbok, som prästen Dikran Andreasian förde över belägringen av Musa Dagh.
Boken nådde tidigt en stor läsekrets och har ansetts ha väckt världens uppmärksamhet under 1930-talet på det armeniska folkmordet 1915. Den kan också anses ha förebådat nazisternas judeutrotning under andra världskriget.
Idén till boken tillkom, enligt Franz Werfels egna uppgifter i mars 1929, när Werfel vistades i Damaskus i Syrien och då kom i kontakt med utsvultna armeniska flyktingbarn som arbetade med mattillverkning. Han skrev boken mellan juli 1932 och mars 1933.
I maj 1933 omskrevs delar av boken mot bakgrund av den pågående politiska utvecklingen i Nazi-Tyskland och han fortsatte bearbeta boken fram till dess den publicerades senare under året.

## Filmatisering med förhinder
MGM planerade 1934 att göra en film baserad på boken med Clark Gable i huvudrollen och började förproduktion. Efter starka påtryckningar av den turkiska regeringen gav MGM:s ägare Louis B. Mayer efter och projektet lades ned 1935.